# Végvári Tamás (színművész)
Végvári Tamás (Budapest, 1937. május 20. – Budapest, 2010. május 16.) Jászai Mari-díjas magyar színművész, érdemes és kiváló művész. Több vidéki és fővárosi teátrumhoz kötötte szerződés, 1982-ben a budapesti Katona József Színház egyik alapító tagja volt.

## Életpályája
1962-ben végzett a Színház- és Filmművészeti Főiskolán. Első szerződése a Pécsi Nemzeti Színházhoz kötötte. 1964-ben a Veszprémi Petőfi Színházhoz, 1969-ben a Szegedi Nemzeti Színházhoz szerződött. 1971-től egy évtizedet a Thália Színházban töltött. 1981-ben a Nemzeti Színház társulatához csatlakozott. 1982-ben több társát követve a Budapesti Katona József Színház alapító tagja volt. 1996-tól szabadúszó, 2004-ben csatlakozott a Madách Kamara, a későbbi Örkény István Színház társulatához.
Drámai hősök mellett karakterszerepeket is alakított. A Galócza című darab címszerepében karikírozó képességeit is bizonyíthatta. A rövidlátó, csetlő-botló gengszter szerepében – ritka lehetőségei egyikeként – a közönséget önfeledt nevetésre késztette.
Utolsó szerepe Örkény István Macskajáték című darabjának öregedő pozőrje volt.
Tekintélyes a film- és tévészerepeinek száma.
Sokat foglalkoztatott szinkronszínész volt, több mint kétszáz filmet szinkronizált. Magyar hangot kölcsönzött többek között Al Pacinónak 29; Ben Kingsley-nek 13; Harrison Fordnak és Robert De Nirónak tíz alkalommal, valamint David Attenborough-nak több ismeretterjesztő filmsorozatban.
A legszebben beszélő magyar színészek egyike. Ennek megfelelően hangja ismerősként cseng a rádióhallgatók fülében, számos felvétele megtalálható a hangarchívumban. Ottlik Géza Hajnali háztetők című regényének rádióváltozatában a főszerepet játszotta. Tapasztalatainak átadására is volt lehetősége; beszédművészetet tanított a Színház- és Filmművészeti Főiskolán és a Liszt Ferenc Zeneművészeti Főiskolán.
Közéleti szerepvállalása is jelentős. 1993 és 1996 között ügyvivője a Magyar Színészkamarának; vezető szerepet vállalt a Magyar Színész-kamarai Egyesületben és a Magyar Színházi Társaságnál is.
2010. május 16-án hunyt el, négy nappal 73. születésnapja előtt.
Felesége Győry Franciska színésznő volt. Lányaik: Borbála és Eszter.

## Színházi alakításai

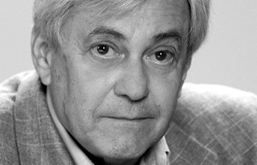
Az Örkény István Színház oldalán

- Shakespeare: Hamlet (Címszerep – Veszprém); Leartes
- O’Neill: Amerikai Elektra (Orin)
- Albee: Nem félünk a farkastól (George)
- Lázár Ervin: A hétfejű tündér (Aromo)
- Madách Imre: Mária királynő (Durazzo Károly)
- Trifonov: Csere (Dmitrijev)
- Boldizsár Iván: A hős (Báró Zrínyi Péter)
- Kassák Lajos: Egy ember élete (Uitz Béla)
- Sztaniszlav Sztratiev: Velúr zakó (Ivan Antonov)
- Ödön von Horváth: Hit, remény, szeretet (Boncnok)
- Milan Kundera: Jakab meg a gazdája (Márki)
- Száraz György: Gyilkosok (Semmelweis Ignác)
- Tábori György: Mein Kapf (Herzl – Radnóti Színház)
- Kazimir Károly–Rabelais: Gargantua és Pantagruel (Ponokrátész)
- Ben Jonson: Volpone (Sir Politicus Volna – Radnóti Színház)
- Bengt Ahlfors: Az utolsó szivar (Pince Színház)

A Katona József Színházban
- Schwajda György: A szent család (Nyomozó)
- Smocek: Dr. Burke különös délutánja (Tichy)
- John Ford: Kár, hogy kurva (Bíboros)
- Spiró György: Imposztor (Skibinski)
- Bulgakov: Menekülés (Tyihij)
- Alfred Jarry: Übü király (Vencel király)
- Harold Pinter: Az utolsó pohár (Victor)
- Ionesco: Haldoklik a király (testőr)
- Gogol: Revizor (Dobcsinszkij)
- Brecht: Turandot (Udvari Tui)
- Csehov: Három nővér (Andrej Prozorov)
- Valle-Inclán: Lárifári hadnagy felszarvazása (Bábjátékos)
- Ivan Kušan: Galócza (Címszerep)
- Tom Stoppard: Rosencrantz és Guildenstern halott (Színész)
- Parti Nagy Lajos: Mauzóleum (Rásó Dezső)

Az Örkény István Színházban
- Molnár Ferenc:
  - A testőr (A kritikus)
  - Az üvegcipő (Rendőrtanácsos)
- Csehov:
  - Sirály (Szorin)
  - Apátlanul (Porfirij Szemjonovics Glagoljev)
- Tasnádi István: Finito (Bicke B. László)
- Nyugat 2008-1908 irodalmi összeállítás
- Örkény István: Macskajáték (Csermlényi Viktor)

## Mozgókép

### Film
- Eszpresszóban (1959)[5]
- Délibáb minden mennyiségben (1961)
- Megöltek egy leányt (1961)
- Két félidő a pokolban (1961)
- Angyalok földje (1962)
- Asszony a telepen (1962)
- Karambol (1964)
- Vízivárosi nyár (1964)
- Fügefalevél (1966)
- Kötelék (1967)
- Hekus lettem (1972)
- Romantika (1972)
- Pókháló (1973)
- Ida regénye (1974)
- Szerelem bolondjai (1976)
- Dóra jelenti (1978)
- A transzport (1981)
- Szerencsés Dániel (1982)
- Hatásvadászok (1983)
- Hány az óra, Vekker úr? (1985)
- Az elvarázsolt dollár Galagonya (Kivés György) hang (1985)
- Képvadászok (1985)
- Laura (1986)
- Szamárköhögés (1987)
- Kiáltás és kiáltás (1987)
- Napló szerelmeimnek I–II. (1987)
- Zuhanás közben (1987)
- Az évszázad csütörtökig tart (1988)
- Tutajosok I–II. (1989)
- Anna filmje (1992)
- 6:3 (1998)
- Egy tél az Isten háta mögött (1998)
- Sitiprinc (1999)
- Film (2000)
- Na végre, itt a nyár! (2002)
- Új Eldorádó (2004)
- Férfiakt (2006)
- Farkas (2007)
- Alexandra Pavlovna, a magyarok királynéja (2007)
- Józanul az alkoholról[6] (narrátor)

### Televízió
| - Máglyák Firenzében (1967) - Beismerő vallomás (1970) - A csodadoktor (1972) - Mézesfazék (1972) - Romantika (1972) - Szerelem bolondjai (1976) - Az elnökasszony (1976) - Teréz (1977) - Abigél (1978) - Visszajelzés (1979) | - Forró mezők (1979) - Zokogó majom (1980) - A bolond lány (1981) - A puszta télen (1981) narrátor - Az utolsó futam (1983) - Széphistória (1984) - Boldogtalanok (1984) - A Molitor ház (1985) - Üvegvár a Mississippin (1986) - Vásár (1986) - Évmilliók emlékei (1986) | - Megoldás (1987) - Öld meg a másik kettőt! (1988) - Protokoll (1989) - Angyalbőrben (1990) - A cár őrültje (1990) - Pénzt, de sokat! (1990) - Hölgyek és urak (1992) - Privát kopó (1992) - A félelem fokozatai (1994) - Éretlenek (1995) - Helyet az ifjúságnak (1996) - Jóban Rosszban (2005) - Virágzó Magyarország (2007) narrátor |

### Szinkron
| - Al Pacino - A Keresztapa I–III. rész - A sebhelyesarcú - A törvény gyilkosa - Álmatlanság - Fedőneve: Donnie Brasco - Ocean’s Thirteen – A játszma folytatódik - Glengarry Glen Ross - Egy asszony illata - Szemtől szemben - Minden héten háború - Az ördög ügyvédje - Harrison Ford - Tűzfal - Sabrina - Az elnök különgépe - Az ördög maga - Dolgozó lány - Végveszélyben - Hat nap, hét éjszaka - Zuhanás - Eszeveszett küzdelem - Dustin Hoffman - Én, Pán Péter - Multik haza - Ben Kingsley - Perzsia hercege: Az idő homokja - Viharsziget - Alvilági játékok - Schindler listája - Tízparancsolat - Tobin Bell - Fűrész II. - Fűrész III. - Fűrész IV. - Fűrész V. - Fűrész VI. - Sam Neill - A kétszáz éves ember - Tudorok | Továbbá - A Montparnasse szerelmesei – Gérard Philipe – 1972-Pannónia filmstúdió - Oltári nő – Héctor Elizondo - Mennyei királyság – Ghassan Massoud - Az igazság órája – Robert De Niro - A pokolból – Ian Holm - Marley meg én – Alan Arkin - Kettős játék – Tom Wilkinson - Zongoralecke – Harvey Keitel - Három mogyoró Hamupipőkének – Pavel Trávnícek - 1984 – John Hurt - Batman visszatér – Christopher Walken - Sátánka – Pokoli poronty – Michael Mckean - Legyetek jók, ha tudtok – Johnny Dorelli - A brazíliai fiúk – Bruno Ganz - A betörés nagymestere – Bernard Giraudeau - Karino – Karol Strasburger | - Erőszakos múlt – William Hurt - A napfény íze – William Hurt - Zodiákus – John Getz - Hannibal – David Andrews - Armageddon – Billy Bob Thornton - Jumanji – Jonathan Hyde - Shrek – Farquaad nagyúr - Nem kell mindig kaviár – Siegfried Rauch - Polip – Remo Girone / Tano Cariddi - Tetthely – Lutz Moik / Siegfried Rauch - A rendőrség száma 110 – Werner Tietze - David Attenborough természet- és dokumentumfilmes állandó magyar hangja - A bukás – Hitler utolsó napjai – Bruno Ganz - Igenis, miniszter úr! – Nigel Hawthorne / Sir Humphrey Appleby - Galaxis útikalauz stopposoknak – Stephen Fry - Walker, a texasi kopó – televíziós sorozat 1–3. évad + 4. évad 5. részig – Chuck Norris / Cordell Walker - Vakító fehérség – Tom Skerritt (Dr. John Fury) - Az – Tim Curry (2. szinkronváltozat) - Holnapután – Ian Holm - Addams Family – Raul Julia - Grant kapitány gyermekei – Vlagyimir Szmirnov |

## Hang és kép
- Radnóti Miklós: Mint a bika
- Amatőr portré
- Mácsai Pál emlékezése
- A Montparnasse szerelmesei film részlet

## CD-k, hangoskönyvek, hangjátékok
- Az 1001 éjszaka meséiből
- Ottlik Géza: Hajnali háztetők (Rátóti Zoltánal közösen)
- Molère: Scapin furfangjai (1972)
- Vészi Endre: Kirakatrendezés (1973)
- Helmut Bez: Visszaút (1974)
- Nádasy László: Egy a sok közül (1974)
- Mauriac: Az éjszaka vége (1975)
- Rudyard Kipling: A dzsungel könyve (1977) - Maugli
- Boldizsár Iván: Csizma és szalonna (1978)
- Kazarosz Aghajan: Anahit (1978)
- Kosztolányi Dezső: Az ezredesné sebe (1978)
- Mikszáth Kálmán: Apám ismerősei (1979)
- Percy Bysshe Shelley: A Cenci ház (1979)
- Szabó Magda: Sziget-kék (1979)
- Szász Imre: Áldozatok (1979)
- Bereményi Géza: Házasságkötő terem (1980)
- Ördögh Szilveszter: Kapuk Thébában (1980)
- Esko Korpilinna: Bianca és a lelkek (1981)
- ÍRÓVÁ AVATNAK - Gelléri Andor Endre indulása (1982)
- Két hangon (1982)
- Pállya István: Ravaszy és Szerencsés (1982)
- Schwajda György: A Szent család (1982)
- ÚTON - Hatvan év hétköznapjai a művészet és az újságírás tükrében (1982)
- Dékány András: Kossuth Lajos tengerésze (1983)
- Sajó András: Gulliver Írországban (1983)
- Kellér Andor: A rulettkirály (1983)
- Takáts Gyula: Színház az Ezüst Kancsóban (1983)
- Zimre Péter: Köszönjük, Mr. Bell! (1983)
- Edith Anderson: Martin Luther King élete és halála (1984)
- Eugene O'Neill: Boldogtalan hold (1984)
- Bogáti Péter: Az oroszlán is macska (1985)
- Folytassuk! - Dorogi Zsigmond rádiókompozíciója Vas István műveiből (1985)
- Kopecsni Péter: Cseh pályaudvar (1985)
- Walter Scott: A lammermoori nász (1985)
- Benedek Elek-Illyés Gyula: Az égig érő fa (1986)
- Alekszej Arbuzov: Találkozás (1987)
- William Butler Yeats: A színészkirálynő (1987)
- Heinrich von Kleist: A chilei földrengés (1988)
- Száraz György: A megközelíthetetlen (1988)
- Békés Pál: Pincejáték (1989)
- Ruitner Sándor: Lacrimosa (1991)
- Szakonyi Károly: Egy kis hotel (1991)
- Mihail Bulgakov: Színházi regény (1992)
- Alekszandr Szolzsenyicin: A tankok igazsága (1993)
- Béres Attila: Nosztalgia Tours (1993)
- Lét s nemlét, írók, irodalom – Cholnoky Viktor három jelenete (1995)
- Tandori Dezső: Vér és virághab (1995)
- Tandori Dezső: K.u. Confusionarius (1996)
- Jaroslav Hasek: Svejk, egy derék katona kalandjai a világháborúban (1997)
- A vad gróf tárcái – Teleki Sándor emlékezik (1998)
- Vértessy Sándor: Asbóth Sándor, Lincoln magyar hőse (2000)
- Határ Győző: Asszonyok gyöngye (2001)
- Rádiószínház – Szerb Antal leveleiből (2001)
- Francis William Bain: A hajnal leánya (2003)
- Nagy András: Arad, éjjel (2003)
- Borenich Péter: A kenguru galeri (2004)
- Szigethy András: Pilátus az ügyész előtt, avagy a birodalmi ember vallomása (2005)
- Umberto Eco: Loana királynő titokzatos tüze (2007)

## Díjai, elismerései
- Jászai Mari-díj (1967)
- Érdemes művész (1984)
- Kiváló művész (2008)

Kapcsolódó fejezetek: